# Dave Chappelle
David Khari Webber Chappelle, detto Dave (Washington, 24 agosto 1973), è un attore, sceneggiatore e comico statunitense.

## Biografia
Dave Chappelle nasce a Washington. Fin da subito mostra una vena comica ispirata a Richard Pryor. A 14 anni va ad Harlem dove studia recitazione. Dopo che i genitori si separano, resta a Washington, dove si diploma nel 1991 in arti teatrali.
Si trasferisce a New York per inseguire il suo sogno di diventare un comico, e fin dall'età di 19 anni si fa conoscere all'interno della scena newyorkese. In questi stessi anni partecipa a numerosi film come attore, apparendo anche in Robin Hood - Un uomo in calzamaglia nel 1993. Tre anni più tardi, nel 1996, interpreta il personaggio di Reggie Wharrington nel film Il professore matto. Nel 1997 è un detenuto nel film Con Air, con protagonista Nicolas Cage. Nel 1998 firma la sceneggiatura e recita come protagonista nel film Half Baked, diventato un cult del genere degli "stoner" film, cioè i film che ruotano intorno all'uso di Marijuana.
Per tutti gli anni '90 continua a crescere la sua reputazione come stand-up comedian, e nel 2000 pubblica il suo primo spettacolo da un'ora per la HBO, chiamato Dave Chappelle: Killin' Them Softly. Nel 2003 debutta su Comedy Central lo Chappelle's Show, una serie tv creata da Chappelle e formata da sketch comici scritti e interpretati da lui e dal suo collaboratore di fiducia, Neal Brennan. Lo show ha un successo enorme negli Stati Uniti ma viene interrotto durante la terza stagione per problemi personali dello stesso Dave, che decide di partire improvvisamente per il Sudafrica rinunciando a un contratto da 50 milioni di dollari
Dal 2006 al 2012 Chappelle continua ad apparire occasionalmente nei club statunitensi con i suoi pezzi di stand-up comedy e sporadicamente in televisione, tenendosi comunque lontano dai riflettori. Dall'agosto 2013 torna a esibirsi in tour nazionali come comico, riacquistando la fama di uno dei migliori comici americani. Nel 2016 firma un contratto con Netflix per diversi nuovi spettacoli. L'azienda lancia cinque dei suoi speciali, e Chappelle riceve tre Grammy Award al miglior Comedy Album consecutivi, nel 2018, 2019 e 2020.
Il 27 ottobre 2019 Dave Chappelle ha ricevuto il Mark Twain Prize for American Humor in una cerimonia al Kennedy Center di Washington a cui hanno assistito numerose star.

### Influenze
Afferma di essere stato influenzato da Richard Pryor, Eddie Murphy e Chris Rock. Di Pryor ha sostenuto che è stato in grado di stabilire un precedente, non solo come comico, ma soprattutto come uomo, per via della sua capacità di aprirsi onestamente davanti a un pubblico. Curiosa è poi l'influenza riconosciuta al personaggio della Warner Bros. Bugs Bunny, che lo ha portato ad affermare che la sua prima vera influenza in ambito comico è venuta da un coniglio.

### Vita privata
È sposato con Elaine (di origini filippine), ha un figlio di nome Suyliman e una figlia di nome Sanaa. È un patito dello skateboard, che pratica spesso quando è libero da impegni.
Nel 1998 Chappelle si è convertito all'Islam.

## Filmografia parziale

### Attore
- Robin Hood - Un uomo in calzamaglia (Robin Hood: Men in Tights), regia di Mel Brooks (1993)
- Il professore matto (The Nutty Professor), regia di Tom Shadyac (1996)
- Con Air, regia di Simon West (1997)
- C'è posta per te (You've Got Mail), regia di Nora Ephron (1998)
- Half Baked, regia di Tamra Davis (1998)
- 200 Cigarettes, regia di Risa Bramon Garcia (1999)
- Da ladro a poliziotto (Blue Streak), regia di Les Mayfield (1999)
- Screwed - Due criminali da strapazzo (Screwed), regia di Scott Alexander e Larry Karaszewski (2000)
- Block Party, regia di Michel Gondry (2005) - Documentario
- Chi-Raq, regia di Spike Lee (2015)
- A Star Is Born, regia di Bradley Cooper (2018)

### Sceneggiatore
- Half Baked, regia di Tamra Davis (1998)
- Block Party, regia di Michel Gondry (2005) - Documentario
- Dave Chappelle: Killin' Them Softly (2000) - Spettacolo comico
- Dave Chappelle: For What It's Worth (2004) - Spettacolo comico
- The Age of Spin: Dave Chappelle Live at the Hollywood Palladium (2017) - Spettacolo comico
- Deep in the Heart of Texas: Dave Chappelle Live at Austin City Limits (2017) - Spettacolo comico
- Dave Chappelle: The Bird Revelation (2017) - Spettacolo comico
- Dave Chappelle: Equanimity (2017) - Spettacolo comico
- Dave Chappelle: Sticks and Stones (2019) - Spettacolo comico

### Produttore
- Block Party, regia di Michel Gondry (2005) - Documentario

## Doppiatori italiani
- Simone Mori in Robin Hood - Un uomo in calzamaglia
- Danilo De Girolamo in Il professore matto
- Luigi Ferraro in Con Air
- Riccardo Rossi in C'è posta per te
- Mino Caprio in Half Baked
- Oreste Baldini in 200 Cigarettes
- Fabrizio Manfredi in Da ladro a poliziotto
- Patrizio Prata in Screwed
- Andrea Lavagnino in A Star Is Born